# Apia International Sydney 2013
Apia International Sydney 2013 теніс турнір ATP і WTA, що проходив на відкритих кортах з твердим покриттям. Це був 121-й турнір Apia International Sydney. Належав до серії ATP World Tour 250 в рамках Світовий Тур ATP 2013 і WTA Premier в рамках Туру WTA 2013. І чоловічі, і жіночі змагання відбулись у NSW Tennis Centre в Сіднеї (Австралія) з 6 до 12 січня 2013 року.

## Очки і призові

### Нарахування очок
| Дисципліна                 | П   | Ф   | ПФ  | ЧФ  | 1/8 | 1/16 | Q   | Q3  | Q2  | Q1  |
| Одиночний розряд, чоловіки | 250 | 150 | 90  | 45  | 20  | 0    | 12  | 6   | 0   | 0   |
| Парний розряд, чоловіки    | 250 | 150 | 90  | 45  | 0   | Н/Д  | Н/Д | Н/Д | Н/Д | Н/Д |
| Одиночний розряд, жінки    | 470 | 320 | 200 | 120 | 60  | 1    | 20  | 12  | 8   | 1   |
| Парний розряд, жінки       | 470 | 320 | 200 | 120 | 1   | Н/Д  | Н/Д | Н/Д | Н/Д | Н/Д |

### Призові гроші
| Дисципліна                 | П        | Ф       | ПФ      | ЧФ      | 1/8    | 1/16   | Q3     | Q2     | Q1   |
| Одиночний розряд, чоловіки | $78,800  | $41,540 | $22,500 | $12,810 | $7,550 | $4,470 | $720   | $345   | Н/Д  |
| Парний розряд, чоловіки *  | $23,950  | $12,590 | $6,820  | $3,900  | $2,290 | Н/Д    | Н/Д    | Н/Д    | Н/Д  |
| Одиночний розряд, жінки    | $117,000 | $62,300 | $32,830 | $17,650 | $9,340 | $5,200 | $2,730 | $1,450 | $805 |
| Парний розряд, жінки *     | $36,500  | $19,490 | $10,650 | $5,425  | $2,940 | Н/Д    | Н/Д    | Н/Д    | Н/Д  |

* на пару

## Учасники основної сітки в рамках чоловічого турніру

### Сіяні учасники
| Країна    | Гравець           | Рейтинг1 | Сіяний |
| --------- | ----------------- | -------- | ------ |
| США       | Джон Ізнер        | 14       | 1      |
| Італія    | Андреас Сеппі     | 23       | 2      |
| Іспанія   | Фернандо Вердаско | 24       | 3      |
| Німеччина | Флоріан Маєр      | 28       | 4      |
| Чехія     | Радек Штепанек    | 31       | 5      |
| Франція   | Jeremy Chardy     | 32       | 6      |
| Іспанія   | Жеремі Шарді      | 34       | 7      |
| Франція   | Жульєн Беннето    | 35       | 8      |

- 1 Рейтинг подано станом на 31 грудня 2012.

### Інші учасники
Нижче наведено учасників, які отримали вайлдкард на участь в основній сітці:
- Джеймс Дакворт
- Меттью Ебден
- Джон Міллман

Нижче наведено гравців, які пробились в основну сітку через стадію кваліфікації:
- Гільєрмо Гарсія-Лопес
- Раян Гаррісон
- Б'єрн Фау
- Жуан Соуза

Учасники, що потрапили до основної сітки як щасливий лузер:
- Ivo Klec

### Відмовились від участі
До початку турніру
- Рішар Гаске (особисті причини)
- Жиль Сімон (травма шиї)
- Жо-Вілфрід Тсонга (травма лівого підколінного сухожилля)

### Знялись
- Роберто Ботіста-Ахут (біль у нижній частині живота)
- Радек Штепанек (розтягнення міжреберних м'язів)

## Учасники основної сітки в парному розряді

### Сіяні пари
| Країна   | Гравець            | Країна  | Гравець        | Рейтинг1 | Сіяні |
| -------- | ------------------ | ------- | -------------- | -------- | ----- |
| США      | Боб Браян          | США     | Майк Браян     | 3        | 1     |
| Індія    | Леандер Паес       | Чехія   | Радек Штепанек | 7        | 2     |
| Іспанія  | Марсель Гранольєрс | Іспанія | Марк Лопес     | 16       | 3     |
| Білорусь | Макс Мирний        | Румунія | Горія Текеу    | 16       | 4     |

- 1 Рейтинг подано станом на 31 грудня 2012.

### Інші учасники
Нижче наведено пари, які отримали вайлдкард на участь в основній сітці:
- Джеймс Дакворт /  Кріс Гуччоне
- Меттью Ебден /  Марінко Матосевич

### Знялись
Під час турніру
- Радек Штепанек (розтягнення міжреберних м'язів)

## Учасниці основної сітки в рамках жіночого турніру

### Сіяні учасниці
| Країна    | Гравчиня           | Рейтинг1 | Сіяна |
| --------- | ------------------ | -------- | ----- |
| Польща    | Агнешка Радванська | 4        | 1     |
| Німеччина | Анджелік Кербер    | 5        | 2     |
| Італія    | Сара Еррані        | 6        | 3     |
| КНР       | Лі На              | 7        | 4     |
| Чехія     | Петра Квітова      | 8        | 5     |
| Австралія | Саманта Стосур     | 9        | 6     |
| Данія     | Каролін Возняцкі   | 10       | 7     |
| Росія     | Надія Петрова      | 12       | 8     |

- 1 Рейтинг подано станом на 31 грудня 2012.

### Інші учасниці
Нижче наведено учасниць, які отримали вайлдкард на участь в основній сітці:
- Кейсі Деллаква
- Олівія Роговська

Нижче наведено гравчинь, які пробились в основну сітку через стадію кваліфікації:
- Кіміко Дате
- Медісон Кіз
- Світлана Кузнецова
- Моріта Аюмі
- Кароліна Плішкова
- Галина Воскобоєва

## Учасниці основної сітки в парному розряді

### Сіяні пари
| Країна | Гравчиня          | Країна | Гравчиня        | Рейтинг1 | Сіяна |
| ------ | ----------------- | ------ | --------------- | -------- | ----- |
| Італія | Сара Еррані       | Італія | Роберта Вінчі   | 3        | 1     |
| Чехія  | Андреа Главачкова | Чехія  | Луціє Градецька | 7        | 2     |
| Росія  | Марія Кириленко   | США    | Ліза Реймонд    | 13       | 3     |
| США    | Лізель Губер      | Індія  | Саня Мірза      | 20       | 4     |

- 1 Рейтинг подано станом на 31 грудня 2012.

### Інші учасниці
Нижче наведено пари, які отримали вайлдкард на участь в основній сітці:
- Еббі Маєрз /  Сторм Сендерз

## Переможці та фіналісти

### Одиночний розряд, чоловіки
- Бернард Томіч —  Кевін Андерсон, 6–3, 6–7(2–7), 6–3.
- Для Томіча це був перший титул ATP.

### Одиночний розряд, жінки
- Агнешка Радванська —  Домініка Цібулкова, 6–0, 6–0
- Для Радванської це був 2-й титул за сезон і 12-й - за кар'єру.

### Парний розряд, чоловіки
- Боб Браян /  Майк Браян —  Макс Мирний /  Горія Текеу, 6–4, 6–4

### Парний розряд, жінки
- Надія Петрова /  Катарина Среботнік —  Сара Еррані /  Роберта Вінчі, 6–3, 6–4